# Morro de Babilonia

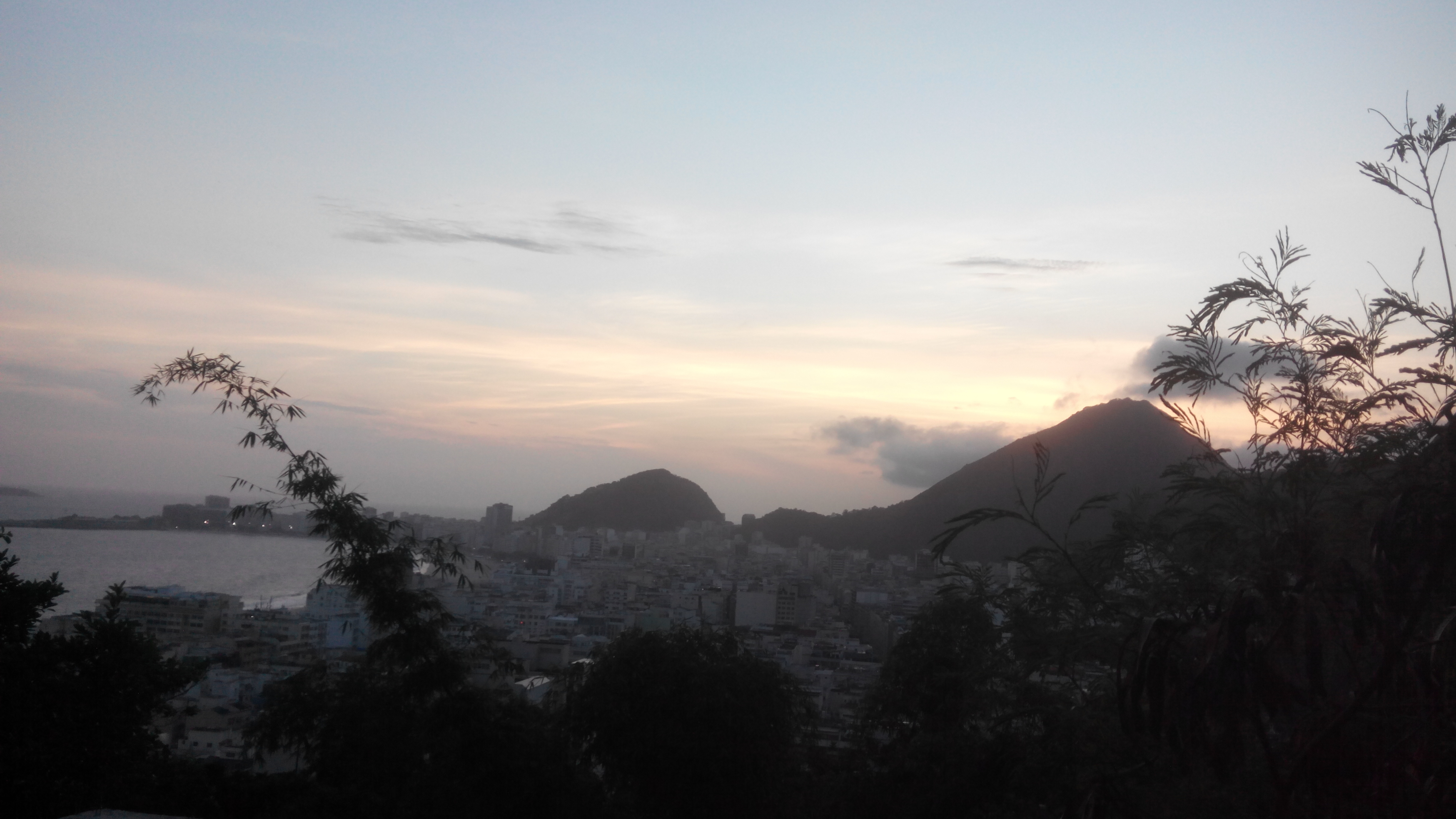
Vista desde el morro

El Morro de Babilônia (pronunciación portuguesa: [ˈmoʁu dɐ babiˈlõniɐ], Cerro de Babilonia) es un accidente geográfico ubicado en la ciudad de Río de Janeiro, Brasil. Se encuentra en el barrio costero de Leme y contiene una favela construida en el empinado morro que separa Copacabana de Botafogo. Alberga dos favelas, el Morro de Babilonia y el de Chapéu Mangueira. También es una área medioambiental protegida

## Historia
En el siglo XVIII los colonizadores portugueses construyeron una fortaleza en la parte superior del cerro para proteger la entrada a la Bahía de Guanabara. A comienzos del siglo XX, el ingeniero Augusto Ferreira Ramos proyectó una conexión aérea del Cerro de Babilônia con el de Urca, como una parte de las festividades del Centenario de la Apertura de los Puertos Abiertos, aunque el proyecto nunca fue llevado a cabo. En 1930, el cerro fue mencionado en uno de poemas del libro Libertinaje, de Manuel Bandeira.
Hay dos versiones sobre el origen del nombre de la favela. La primera viene de las imágenes de los Jardines de Colgar de Babilonia, una de las Siete Maravillas del Mundo Antiguo. La segunda relaciona el nombre con la estación de tranvía que había cerca del cerro y que actualmente ha desaparecido. Como dato curioso, la cervecería Brahmavendía una cerveza con el nombre Babilônia.
En la 2.ª Guerra Mundial (1939 - 1945) el Ejército brasileño construyó casamatas (o fortificaciones) en la parte superior del cerro para proteger la ciudad contra posibles ataques. En 1959, el cerro sirvió de escenario para la película franco-brasileña 'Orfeo de Carnaval', que ganó la Palma de Oro en el Festival de Cannes en el mismo año y el Óscar a la Mejor Película Extranjera al año siguiente.
Desde el 10 de junio de 2009, el Cerro pasó a albergar la 4.ª Unidad de la Policía Pacificadora con la misión de disminuir los índices de criminalidad en la zona
Según el censo del año 2000, en el Morro de Babilonia vivían 1.426 personas y existían un total de 380 casas y chabolas. Aunque según otras fuentes habría hasta 3.000 personas viviendo en unas 800 construcciones. Hay 18 calles que ha sido asignado nombradas.
Babilônia Ha sido controlado para los años por traficantes de drogas enlazaron al Terceiro Comando (Orden de Tercio) organización, el cual impuso sus reglas a la fuerza en la comunidad. Además de controlar el comercio de fármaco ilegal, los hombres armados monopolizaron otros servicios como el suministro de cocina-cilindros gasistas e impuso reglas en la población como el tiempo cuándo podrían venir e ir y la ley de silencio. En junio de 2009, la policía ocupó el área sin despedir un disparó. La intención es para hacer Babilonia a una comunidad de modelo por instalar Unidades de Pacificación de la Policía.

## Turismo
Después de la implantación de las UPP (Unidades de Pacificación de la Policía) en 2009 se implementó un foco turístico con 10 hoteles. Algunos de ellos son: El misti, Lisetonga e Babilonia Rio Hostel, Chill Hostel Rio, Green Culture Eco Hostel, Hostel Mar da Babilônia, Favela Inn, Abraço Carioca, Toninho House...
La gastronomía del conocido 'Bar do David' se ha incluido en 'Comida di Buteco' y por allí pasan famosos de TV Globo. Otro de los locales emblemáticos es el 'Bar do Alto', con vistas a toda la playa de Copacabana. La panorámica desde allí habla por sí sola. Flamengo por un lado, la Praia Vermelha por el otro y también algún ángulo inusitado del Pan de Azúcar. Es, sin duda, una perspectiva distinta de la ciudad. 